# Chalonnes-sous-le-Lude
Chalonnes-sous-le-Lude és un municipi francès situat al departament de Maine i Loira i a la regió de País del Loira. L'any 2007 tenia 128 habitants.

## Demografia

### Població
El 2007 la població de fet de Chalonnes-sous-le-Lude era de 128 persones. Hi havia 56 famílies de les quals 20 eren unipersonals (8 homes vivint sols i 12 dones vivint soles), 16 parelles sense fills, 16 parelles amb fills i 4 famílies monoparentals amb fills.
La població ha evolucionat segons el següent gràfic:
Habitants censats

### Habitatges
El 2007 hi havia 82 habitatges, 56 eren l'habitatge principal de la família, 22 eren segones residències i 4 estaven desocupats. 77 eren cases i 4 eren apartaments. Dels 56 habitatges principals, 40 estaven ocupats pels seus propietaris, 14 estaven llogats i ocupats pels llogaters i 2 estaven cedits a títol gratuït; 3 tenien una cambra, 5 en tenien dues, 11 en tenien tres, 14 en tenien quatre i 23 en tenien cinc o més. 48 habitatges disposaven pel capbaix d'una plaça de pàrquing. A 31 habitatges hi havia un automòbil i a 20 n'hi havia dos o més.

### Piràmide de població
La piràmide de població per edats i sexe el 2009 era:
| Homes | Edats   | Dones |
| ----- | ------- | ----- |
| 0     | 95 o +  | 0     |
| 0     | 90 a 94 | 1     |
| 3     | 85 a 89 | 0     |
| 1     | 80 a 84 | 3     |
| 7     | 75 a 79 | 4     |
| 2     | 70 a 74 | 4     |
| 4     | 65 a 69 | 4     |
| 6     | 60 a 64 | 3     |
| 1     | 55 a 59 | 1     |
| 4     | 50 a 54 | 5     |
| 5     | 45 a 49 | 4     |
| 5     | 40 a 44 | 4     |
| 7     | 35 a 39 | 2     |
| 2     | 30 a 34 | 6     |
| 5     | 25 a 29 | 3     |
| 6     | 20 a 24 | 0     |
| 7     | 15 a 19 | 4     |
| 4     | 10 a 14 | 4     |
| 3     | 5 a 9   | 6     |
| 3     | 0 a 4   | 1     |

## Economia
El 2007 la població en edat de treballar era de 78 persones, 67 eren actives i 11 eren inactives. De les 67 persones actives 62 estaven ocupades (32 homes i 30 dones) i 5 estaven aturades (4 homes i 1 dona). De les 11 persones inactives 2 estaven jubilades, 3 estaven estudiant i 6 estaven classificades com a «altres inactius».

### Ingressos
El 2009 a Chalonnes-sous-le-Lude hi havia 57 unitats fiscals que integraven 145 persones, la mediana anual d'ingressos fiscals per persona era de 12.064 €.

### Activitats econòmiques
Dels 3 establiments que hi havia el 2007, 1 era d'una empresa de construcció, 1 d'una empresa de comerç i reparació d'automòbils i 1 d'una empresa de serveis.
L'únic servei als particulars que hi havia el 2009 era un paleta.
L'any 2000 a Chalonnes-sous-le-Lude hi havia 17 explotacions agrícoles que ocupaven un total de 1.118 hectàrees.

## Poblacions més properes
El següent diagrama mostra les poblacions més properes.